# Marianovski
Marianovski (en rus: Марьяновский) és un poble (un possiólok) de l'óblast d'Omsk, a Rússia, que en el cens del 2010 tenia 1.108 habitants. Pertany al districte rural de Mariànovka.